# Drelów (meteoryt)
Meteoryt Drelów – meteoryt kamienny, który spadł 18 lutego 2025 roku w miejscowości Drelów w województwie lubelskim. Jest to pierwszy potwierdzony spadek w Polsce od upadku meteorytu Antonin w 2021 roku.

## Zjawisko
Meteoroid wpadł do atmosfery o godzinie 18:04:14 i zaczął świecić na wysokości 82,5 km, poruszając się z prędkością 13 km/s. Na wysokości 19,5 km rozpadł się na kawałki. Zgłaszano huk po przelocie.
Bolid został zarejestrowany przez 10 kamer sieci Skytinel, z czego jedynie 5 zostało użytych do analizy.

## Orbita
Obiekt pochodził z pasa głównego między Marsem a Jowiszem. Obiegał Słońce w ok. 2,5 roku, nachylenie orbity względem ekliptyki wynosiło 2,9°, a aphelium znajdowało się w odległości 2,91 au.

## Meteoryty
Drelów to chondryt zwyczajny, najprawdopodobniej typu L. Pierwszy okaz ważący 93 g został zebrany 22 lutego, jeszcze tego samego dnia odkryto dwa inne fragmenty - kolejno 257 g i 48 g. Do 10 dni od spadku zebrano 26 okazów - łącznie ważących 2271 g. Główna masa o wadze 517 g została znaleziona przez pięcioosobowy zespół.